# Watervoetafdruk

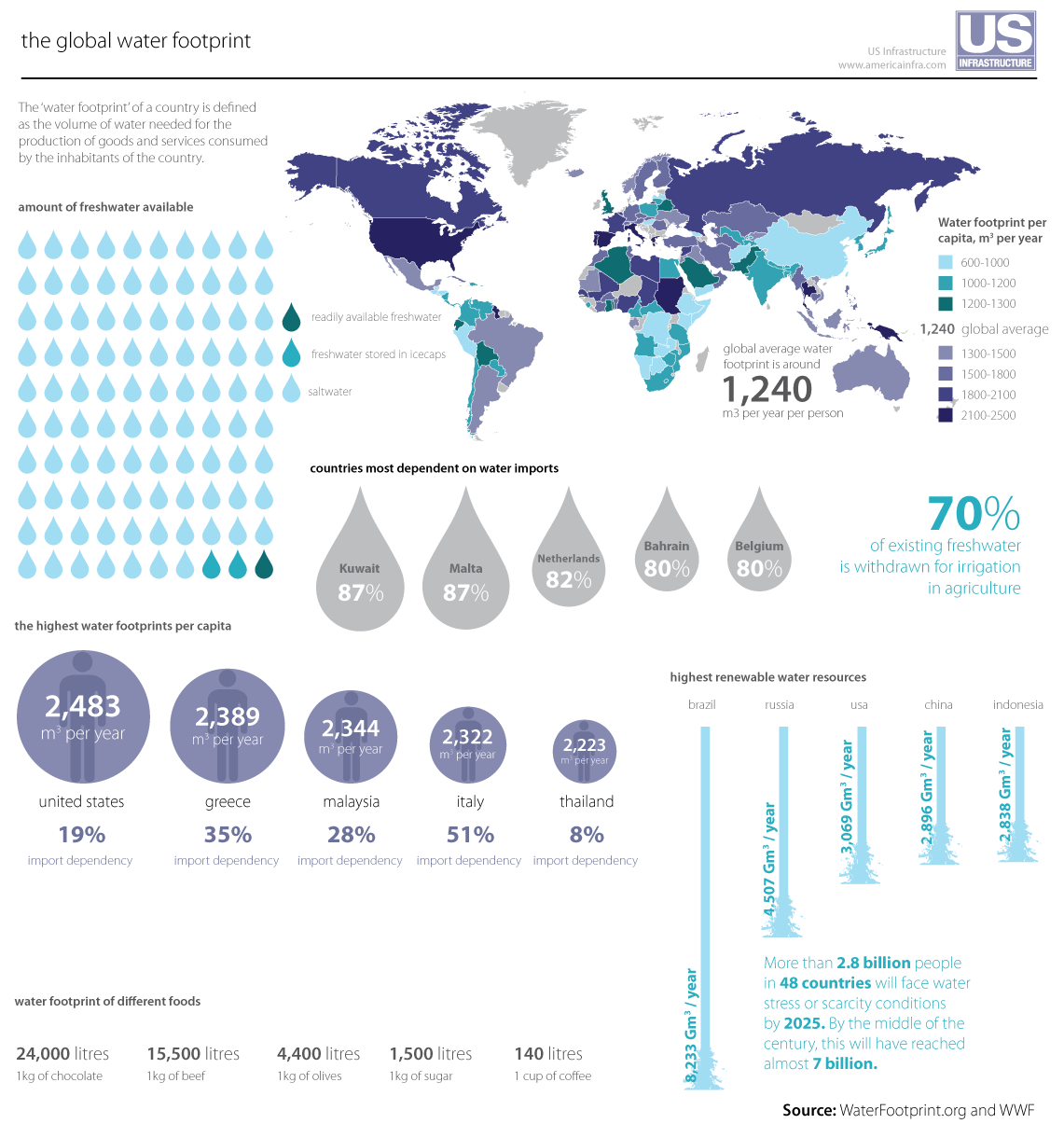

De watervoetafdruk (WV) van een persoon, gemeenschap of bedrijf is de totale hoeveelheid zoet water die gebruikt is om alle goederen en diensten te produceren die door deze persoon of gemeenschap worden geconsumeerd, of die door het bedrijf worden geproduceerd. De watervoetafdruk van een product is de totale hoeveelheid zoet water die gebruikt werd om het te produceren.
De watervoetafdruk geeft, behalve gebruikte/vervuilde watervolumes, ook de locaties aan waar dit gebeurde en kan helpen om een link te leggen tussen geconsumeerde producten en consumenten enerzijds en plaatselijke waterproblemen anderzijds. In een wereld waarin waterschaarste in toenemende mate een probleem vormt, kan het een belangrijk gereedschap zijn in de dialoog tussen consumenten, producenten en beleidsmakers. Het kan helpen bepalen hoe verantwoordelijkheden kunnen worden genomen en (internationale) goederenstromen ingericht, om waar mogelijk watervoetafdrukken te verkleinen.
Het concept werd in 2002 geformuleerd door dr. Arjen Hoekstra, hoogleraar watermanagement aan de Universiteit Twente, medeoprichter (in 2008) en wetenschappelijk directeur van het Water Footprint Network, tevens verbonden aan het kennis- en opleidingscentrum voor water, IHE Delft Institute for Water Education.

## Berekening
Het watergebruik wordt gemeten in geconsumeerde (verdampte) en/of vervuilde kubieke meter water per tijdseenheid.
Er wordt onderscheid gemaakt tussen drie soorten watervoetafdruk:
- regenwater (groene WV)
- grond- en oppervlaktewater (blauwe WV)
- vervuild water (grijze WV; de hoeveelheid water die nodig is om vervuild water te verdunnen tot de toegelaten norm)

De watervoetafdruk kan worden berekend voor elke groep consumenten (individu, familie, dorp, stad, provincie of land) of producenten (publieke organisatie, bedrijf of economische sector) of voor afzonderlijke producten. 
Het Water Footprint Network ontwikkelde een uitgebreide handleiding voor het berekenen van de watervoetafdruk. (Zie externe links onderaan deze pagina). Ook de ngo Join For Water lanceerde een berekeningstool.

## De watervoetafdruk van producten
De watervoetafdruk van een product is de totale hoeveelheid zoet water die gebruikt werd om het te produceren. Daarnaast geeft hij aan waar en wanneer het water gebruikt werd. Het Water Footprint Network houdt een databank bij van de watervoetafdruk van producten wereldwijd.
De watervoetafdruk van mondiale consumptie bestaat voor 92% uit consumptie van agrarische producten (granen:27% van de wereldvoetafdruk, vlees:22%, melkproducten:7%); voor 4,7% uit consumptie van industriële producten; voor 3,8% uit huishoudelijk watergebruik.
| product                           | liter | product                        | liter | product                      | liter |
| --------------------------------- | ----- | ------------------------------ | ----- | ---------------------------- | ----- |
| 1 appel (100 g)                   | 75    | 1 kop koffie (125 ml)          | 140   | 1 boterham (30 g)            | 40    |
| 1 sinaasappel (100 g)             | 50    | 1 kop thee (250 ml)            | 35    | 1 zakje chips (200 g)        | 185   |
| 1 aardappel (100 g)               | 25    | 1 glas bier (250 ml)           | 75    | 1 hamburger (150 g)          | 2400  |
| 1 tomaat (70 g)                   | 13    | 1 glas sinaasappelsap (200 ml) | 170   | 1 ei (40g)                   | 135   |
| 1 katoenen T-shirt (medium, 500g) | 4100  | 1 vel A4-papier (80g/m²)       | 10    | 1 paar schoenen (runderleer) | 8000  |

## De watervoetafdruk van individuele consumenten
De watervoetafdruk van een persoon is het totaal van zijn of haar directe en indirecte zoetwatergebruik. Het directe gebruik betreft het huishoudelijk gebruik. Het indirecte gebruik betreft de totale hoeveelheid zoet water die nodig was om alle goederen en diensten te produceren die deze persoon consumeerde.
Enkele gemiddelde watervoetafdrukken:
- de gemiddelde consument in de wereld—1.385 kubieke meter per jaar. (periode 1996-2005)
- de gemiddelde inwoner van Nederland—1.466 kubieke meter per jaar. (periode 1997-2001)
- de gemiddelde inwoner van de Verenigde Staten—2.842 kubieke meter per jaar. (periode 1996-2005)
- de gemiddelde inwoner van China—ca 700 kubieke meter per jaar. (periode 1997-2001)
- de gemiddelde inwoner van India—980 kubieke meter per jaar. (periode 1997-2001)

## De watervoetafdruk van landen

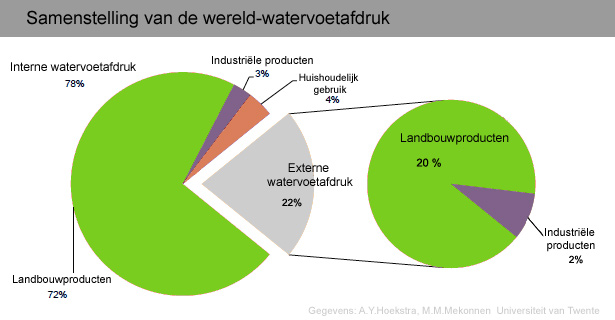
Interne en externe wereldwatervoetafdruk (2011)

De watervoetafdruk van een land is de totale hoeveelheid water die nodig was om alle goederen en diensten te produceren die door de inwoners van dat land worden geconsumeerd. Vanwege de grote verschillen in aantallen inwoners is het vaak inzichtelijker om te kijken naar watervoetafdruk per capita.
De watervoetafdruk van ontwikkelingslanden varieert veel sterker dan die van geïndustrialiseerde landen. Gemiddelde waarden per inwoner variëren er tussen 550 kubieke meter (Democratische Republiek Congo) en 3.800 kubieke meter (Mongolië) per jaar. In landen als Niger en Bolivia, met een watervoetafdruk per capita van ±3.500 kubieke meter per jaar, is de reden voor dit hoge verbruik een zeer lage opbrengst per gebruikte watereenheid in de landbouw/veeteelt en in Bolivia tevens een hoge consumptie van rundvlees.

#### Internationale virtuele waterstromen
Het totaal aan internationale virtuele waterstromen in de vorm van verhandelde agrarische en industriële producten in de periode 1996-2005 was gemiddeld 2.320 miljard kubieke meter per jaar, bestaande uit 68% groen water, 13% blauw water en 19% grijs water. (definities zie boven)
| Waterexport      | miljard m³/jaar | Waterimport      | miljard m³/jaar |
| ---------------- | --------------- | ---------------- | --------------- |
| Verenigde Staten | 314             | Verenigde Staten | 234             |
| China            | 143             | Japan            | 127             |
| India            | 125             | Duitsland        | 125             |
| Brazilië         | 112             | China            | 121             |
| Argentinië       | 98              | Italië           | 101             |
| Canada           | 91              | Mexico           | 92              |
| Australië        | 89              | Frankrijk        | 78              |
| Indonesië        | 72              | Groot-Brittannië | 77              |
| Frankrijk        | 65              | Nederland        | 71              |
| Duitsland        | 64              |                  |                 |

De grootste tien virtuele waterexporteurs waren samen goed voor ruim de helft van de mondiale virtuele waterexport. De totale internationale virtuele waterstromen bestaan voor 43% uit oliegewassen, zoals katoen, soja, oliepalm, zonnebloem, raapzaad en afgeleide producten. Meer dan de helft daarvan betreft de handel in katoenen producten; een vijfde betreft de handel in soja. De grootste virtuele exporteurs van blauw water (oppervlaktewater en grondwater) waren de Verenigde Staten, Pakistan, India, Australië, Oezbekistan, China en Turkije. Zij exporteerden samen 49% van het blauwe water. Al deze landen hebben te maken met waterstress.

#### Nederland

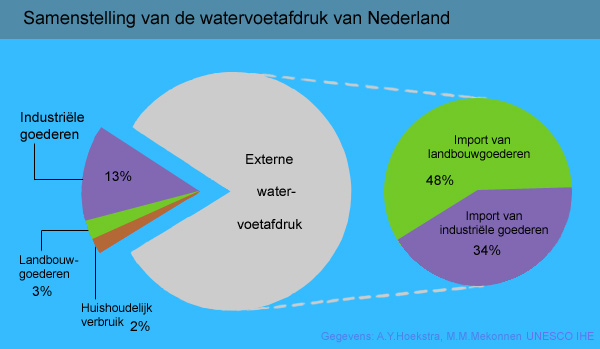
Watervoetafduk van Nederland, intern en extern (2005)

Nederland heeft een watervoetafdruk van 19,4 miljard kubieke meter per jaar, terwijl de jaarlijkse netto neerslag (aanvoer van 'groen water') elf miljard kubieke meter bedraagt. Meer dan vier vijfde van de Nederlandse watervoetafdruk is buiten de landsgrenzen. Op het gebied van water is Nederland—na Kuweit en Malta—het minst zelfvoorzienende en meest importafhankelijke land van de wereld.
Nederland stond in 2005 zowel in de top tien van grootste waterimporteurs van de wereld, als in de top tien van grootste waterexporteurs. Het land importeert jaarlijks in virtuele vorm, dat wil zeggen in de vorm van goederen, een watervolume van ± 70 miljard kubieke meter en exporteert jaarlijks een volume van ± 58 miljard kubieke meter. Aangezien meer dan 80% van het watergebruik voor de Nederlandse consumptie buiten de landsgrenzen plaatsvindt, is Nederland sterk afhankelijk van waterbronnen elders en draagt dus ook bij aan watervervuiling en uitputting van de waterbronnen elders. De kosten van watervervuiling en uitputting worden doorgaans niet of slechts ten dele opgenomen in de prijs van producten. Hierdoor ontlopen Nederlanders dus een aanzienlijk deel van de watergerelateerde problemen die voortkomen uit hun consumptiepatroon.

#### België
De situatie is vergelijkbaar met Nederland. Volgens onderzoek uit 2011 had België een totale watervoetafdruk van ongeveer 20 miljard kubieke meter per jaar, waarvan niet meer dan 11% intern afkomstig, en 89% uit externe bronnen. Een rapport van het WWF komt voor datzelfde jaar 2011 echter tot hogere cijfers: ongeveer 28 miljard m3 verbruik per jaar, of ongeveer 2.700 m3 per Belg, of 7.400 liter pppd.